# Peter-Lang-Verlagsgruppe
Die Peter Lang Group ist ein international tätiger Wissenschaftsverlag, der auf die Publikation von Hochschulschriften im Bereich der Geistes- und Sozialwissenschaften spezialisiert ist. Die Verlagsgruppe hat ihren Hauptsitz in Lausanne in der Schweiz mit weiteren Verlagsorten in Berlin, Bern, Brüssel, Oxford und New York und Redaktionen in Wien, Dublin, Warschau und Istanbul.
Die Verlagsgruppe veröffentlicht jährlich mehr als 1.400 akademische Titel, darunter Monographien, Sammelbände, Dissertationen und Lehrbücher, sowohl in Print als auch in digitalen Formaten, wie E-Books und Open Access. Sie hat eine Backlist von über 40.000 Büchern. Das Geschäftsmodell ist vorwiegend das eines Zuschussverlages. Die Verlagsgruppe bietet ihre Online-Zeitschriften als Open Access über ingentaconnect an, die weltweit grösste Plattform für wissenschaftliche Publikationen, und vertreibt ihre digitalen Titel international auf ihrer eigenen Plattform und über andere Aggregatoren wie Amazon Kindle, VitalSource und Kortext.

## Verlagsprogramm
Die Schwerpunkte des Verlagsprogramms liegen auf den folgenden Disziplinen:
- Anglistik und Amerikanistik
- Germanistik
- Geschichte
- Kunstwissenschaften
- Linguistik

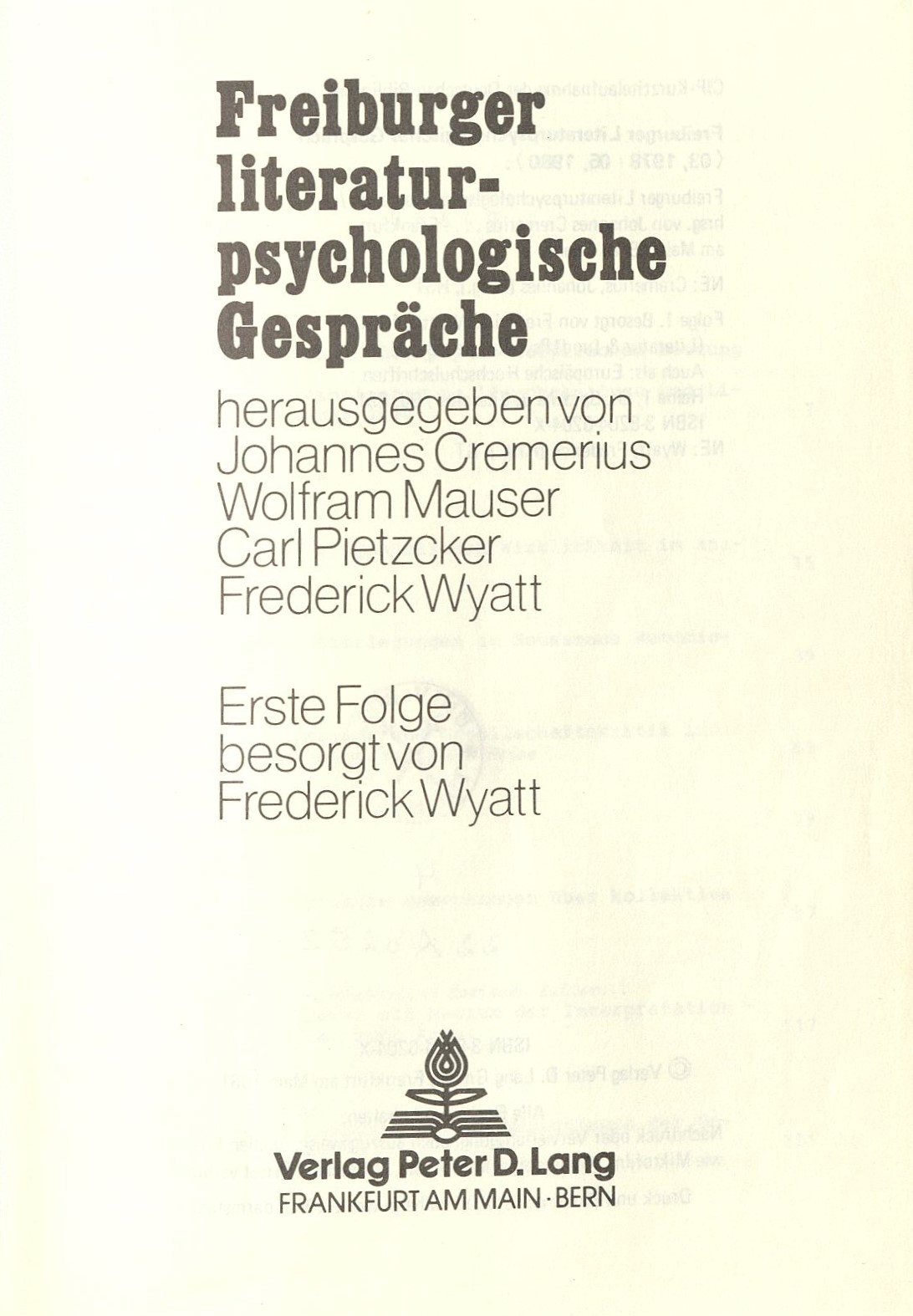
Reihe ab 1981

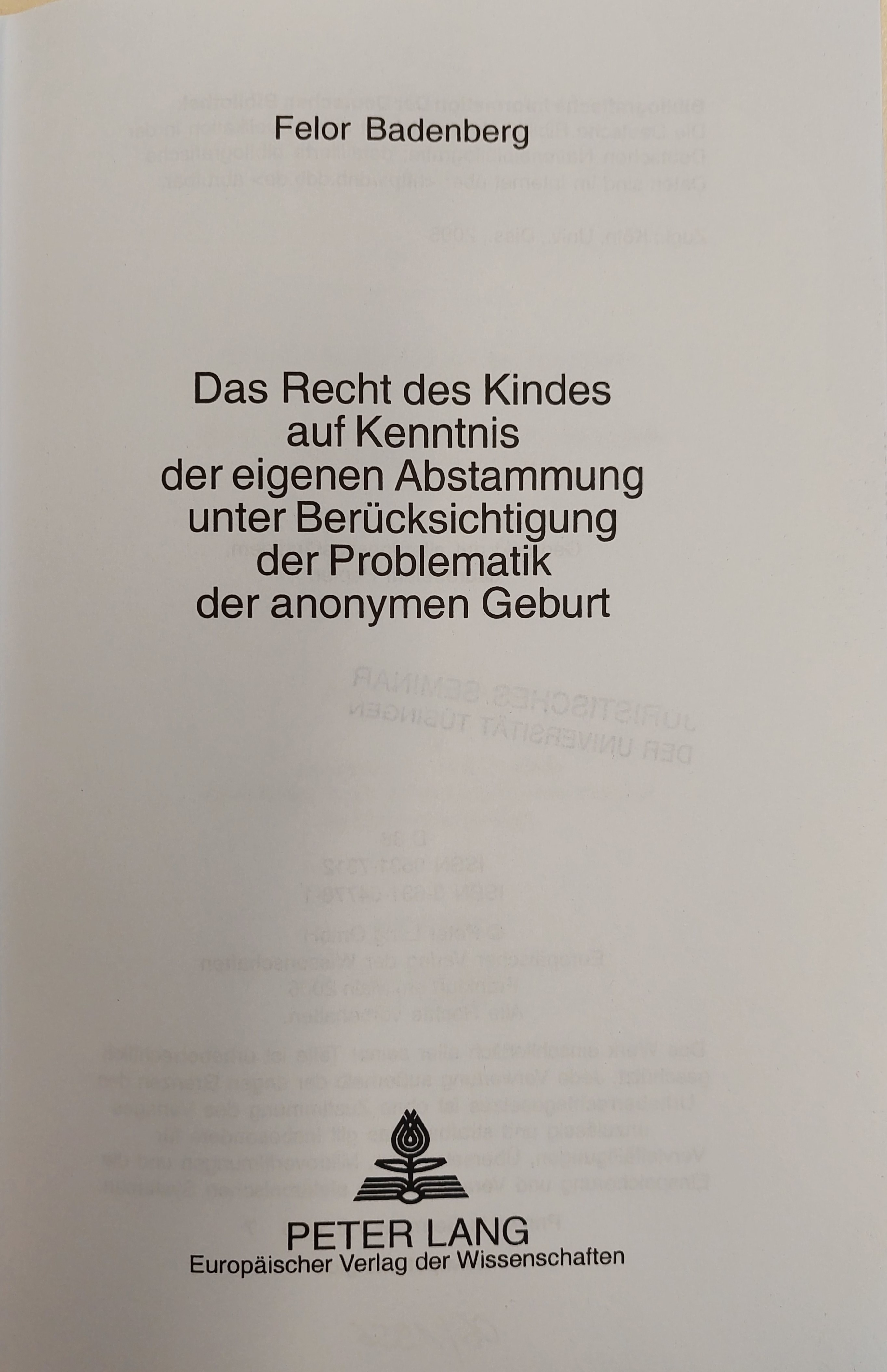
Dissertation (2006)

- Medien- und Kommunikationswissenschaften
- Pädagogik
- Philosophie
- Politikwissenschaften
- Rechtswissenschaften
- Romanistik
- Theologie, so das Jahrbuch Politische Theologie
- Volks- und Betriebswirtschaftslehre
- Wissenschaft, Gesellschaft & Kulturwissenschaften

## Geschichte
Das ursprüngliche Unternehmen begann als Verleger von Dissertationen und vergleichbaren akademischen Publikationen in deutscher Sprache und kam damit den Bedürfnissen deutscher und österreichischer Wissenschaftler entgegen. Gegründet wurde die Verlagsgruppe 1970 in Frankfurt am Main durch den aus einer Schweizer Verlegerfamilie stammenden Peter Lang als Peter Lang GmbH. Eine Wiener Niederlassung folgte bald darauf. Im Jahr 1977 wurden die verlegerischen Aktivitäten in die nach Schweizer Recht neu gegründete „Peter Lang AG“ eingebracht und der Hauptsitz nach Bern verlegt.
Die 1982 gegründete Peter Lang Publishing Inc. ist die nordamerikanische Niederlassung der Peter-Lang-Verlagsgruppe. Dieses Verlagshaus mit Sitz in New York City ist spezialisiert auf die Veröffentlichung von Monographien in den Geistes- und Sozialwissenschaften sowie von Lehrbüchern in Pädagogik und Medien- und Kommunikationswissenschaft. Das Verlagshaus in Oxford mit zusätzlichem Filialstandort in Irland wurde 1996 gegründet. In Brüssel wurde mit „P.I.E.-Peter Lang“ im Jahr 1999 ein weiterer Standort eröffnet.
Nach dem Tod des Verlagsgründers 2001 erbte der Peter Lang Children’s Trust – eine von Lang gegründete Stiftung zur Förderung pädagogischer und sozialer Projekte – das Vermögen Peter Langs und wurde Eigentümer und einziger Aktionär der Verlagsgruppe. 2015 entschied die Stiftung, sich auf ihre philanthropischen Aufgaben zu konzentrieren und das Unternehmen in einem Management-Buy-out an die Mitglieder des Verwaltungsrats und der Geschäftsführung zu verkaufen. Der Peter Lang Children’s Trust wird nach wie vor von der Verlagsgruppe unterstützt.
Zu Beginn des Jahres 2018 wurde der deutsche Standort der Verlagsgruppe von Frankfurt am Main nach Berlin verlegt.
Seit 2018 befindet sich der Hauptsitz der Peter Lang Group AG in Lausanne in der Schweiz mit weiteren Unternehmensniederlassungen in Berlin, Brüssel, Oxford und New York.